# 林汉达

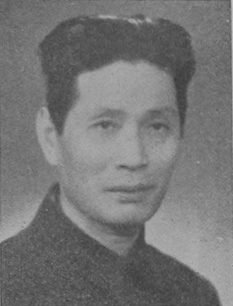
林漢達近照

林汉达（1900年2月17日—1972年7月26日），曾化名林涛，浙江慈溪人，中国教育家，文字学家，历史学家。

## 生平
1900年2月17日出生。1908年，入读家乡私塾。1914年，入读上虞崇仁小学。1915年，转学入读宁波崇信中学高小班。毕业后任观城约翰小学助教。1917年，入读崇信中学。毕业后在上虞、宁波任教。1921年，考入杭州之江大学（今浙江大学）。1924年，毕业，任宁波四明中学教师。
1928年，任上海世界书局编辑，后出任上海世界书局英文编辑部主任、出版部主任。
1937年，赴美国留学，考入科罗拉多州立大学研究生院民众教育系，获得硕士、博士学位。回国后任华东大学英语系教授，后出任教育系主任，教务长、教育学院院长等职。
1945年底，与马叙伦等共同发起成立中国民主促进会，当选为常务理事。曾任关东文协理事长，大连市新文字协会主任，光华书店总编辑，辽北省教育厅长，辽北学院副院长等职。
1949年，参加中国人民政治协商会议，并参加会议筹备工作，后出席第一届中国人民政治协商会议全体会议。
中华人民共和国成立后，历任北京燕京大学教授、教务长，中央教育部社会教育司司长，全国扫盲委员会副主任，教育部副部长，《中国语文》杂志副总编辑、总编辑，中国文字改革委员会委员，研究员，中国民主促进会中央委员会副主席。曾任全国人民代表大会第一、二、三届代表。
1958年，被划“右派”，文革中被打成“反革命”。
1972年7月26日在北京逝世，終年72歲。1979年7月23日，北京八宝山革命公墓礼堂举行追悼大会，恢复名誉，平反昭雪。

## 著作

### 教育类
1. 《向传统教育挑战》
2. 《西洋教育史讲话》

### 文字改革类
1. 《中国拼音文字的出路》
2. 《中国拼音文字的整理》

### 通俗历史读物类
1. 《东周列国故事新编》
2. 《前后汉故事新编》
3. 《三国故事》
4. 《上下五千年》（与曹余章合著）